# Sân bay quốc tế Daniel Oduber Quirós

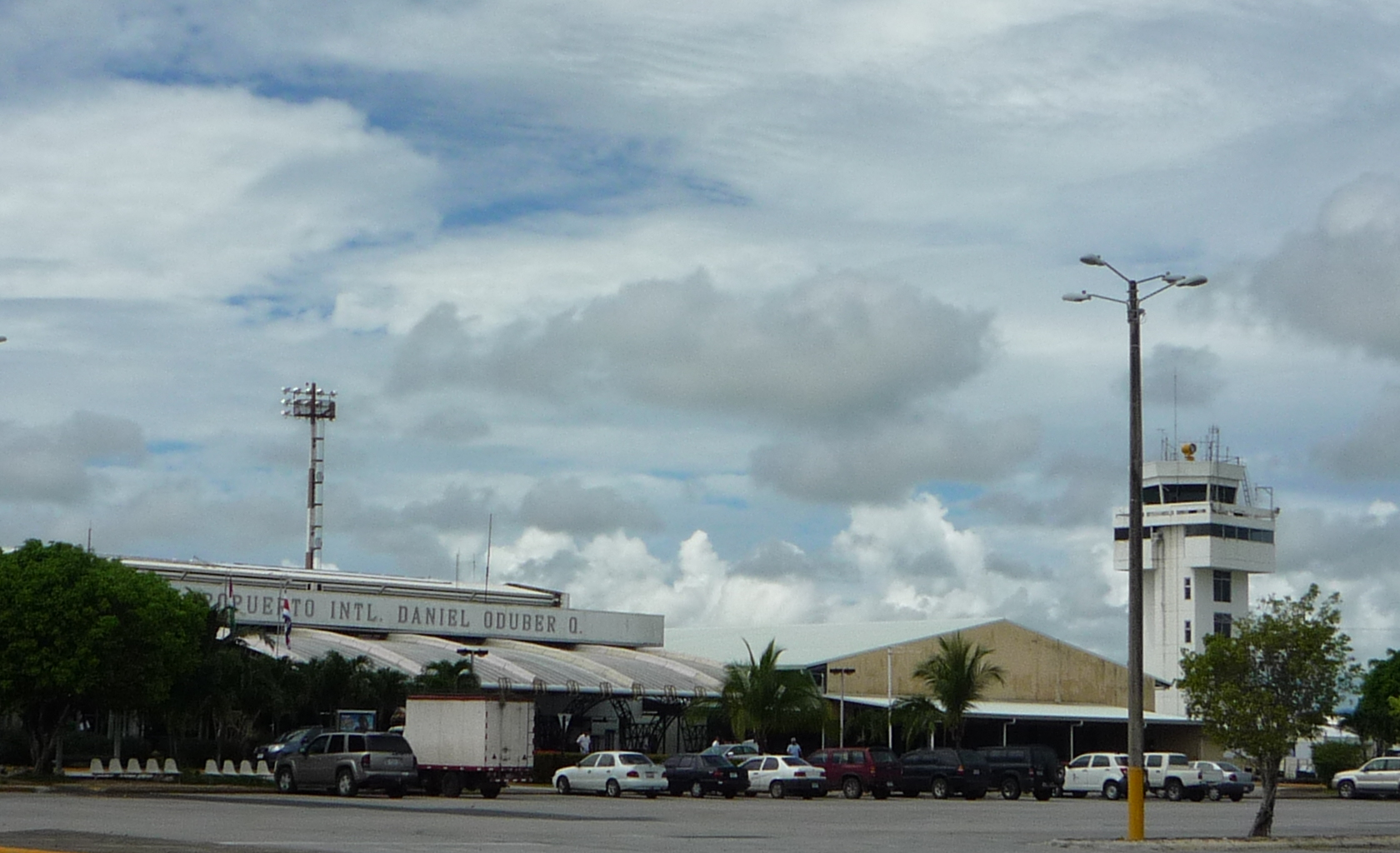
Sân bay Daniel Oduber Quirós

Sân bay quốc tế Daniel Oduber Quirós (tiếng Tây Ban Nha: Aeropuerto Internacional Daniel Oduber Quirós) (IATA: LIR, ICAO: MRLB), tên trước đây là Sân bay quốc tế Liberia, là một trong 4 sân bay quốc tế ở Costa Rica. Sân bay này nằm ở thành phố Liberia ở tỉnh Guanacaste. Sân bay này phục vụ du khách đến vùng ven biển Costa Rica. Sân bay này được đặt tên theo Daniel Oduber Quirós, tổng thống Costa Rica từ năm 1974 đến năm 1978.

## Các hãng hàng không và các tuyến điểm
Hãng hàng đầu ở đây là Continental Airlines với 14 chuyến mỗi tuần đi Houston. Delta Air Lines cũn gcó 9 chuyến bay mỗi tuần nối với Atlanta và mỗi tuần một chuyến nôi Los Angeles, 1 chuyến 1 tuần đi New York-JFK.
- Air Canada (Toronto-Pearson)
- Air Transat (Calgary, Toronto-Pearson, Vancouver) [theo mùa]
- American Airlines (Dallas/Fort Worth, Miami)
- Continental Airlines (Houston-Intercontinental, Newark)
- Delta Air Lines (Atlanta, Los Angeles, New York-JFK)
- First Choice Airways (London-Gatwick)
- Mexicana (Mexico City) [theo mùa]
- Miami Air (Miami) [theo mùa]
- Nature Air (San José (CR), La Fortuna, Punta Islita, Tamarindo)
- Northwest Airlines (Minneapolis/St. Paul) [theo mùa]
- Sunwing Airlines (Toronto-Pearson) [theo mùa]
- Skyservice (Calgary, Toronto-Pearson, Vancouver) [theo mùa]
- Grupo TACA
  - Operated by Sansa (San José (CR), Tamarindo)
- United Airlines (Chicago-O'Hare [theo mùa])
- US Airways (Charlotte)
- USA3000 Airlines (Philadelphia) [bắt đầu năm 2009]